# Камбоджа на летних Олимпийских играх 2012
Камбоджа принимала участие в летних Олимпийских играх 2012 года, которые проходили в Лондоне (Великобритания) с 27 июля по 12 августа, где её представляли 6 спортсменов в четырёх видах спорта. На церемонии открытия Олимпийских игр флаг Камбоджи несла тхэквондистка Сорн Давин.
На летних Олимпийских играх 2012 Камбоджа вновь не сумела завоевать свою первую олимпийскую медаль. Большинство спортсменов Камбоджи не квалифицировались на Игры, а получили специальные приглашения. 

## Состав и результаты

### Дзюдо
Мужчины
| Соревнование | Спортсмены       | 1/32 финала        | 1/16 финала                | 1/8 финала           | Четвертьфинал        | Полуфинал            | Финал                | Место |
| Соревнование | Спортсмены       | Соперник Результат | Соперник Результат         | Соперник Результат   | Соперник Результат   | Соперник Результат   | Соперник Результат   | Место |
| ------------ | ---------------- | ------------------ | -------------------------- | -------------------- | -------------------- | -------------------- | -------------------- | ----- |
| до 60 кг     | Кхом Ратаникмони | Не участвовал      | MEXН. Кастильо П 0000:0100 | Завершил выступление | Завершил выступление | Завершил выступление | Завершил выступление | 17    |

### Лёгкая атлетика
Мужчины
Беговые виды
| Соревнование | Спортсмены  | Отборочный раунд | Отборочный раунд | Отборочный раунд | Полуфинал            | Полуфинал            | Полуфинал            | Финал                | Финал                |
| Соревнование | Спортсмены  | Забег            | Результат        | Место            | Забег                | Результат            | Место                | Результат            | Место                |
| ------------ | ----------- | ---------------- | ---------------- | ---------------- | -------------------- | -------------------- | -------------------- | -------------------- | -------------------- |
| 800 метров   | Саморн Кинг | 2                | 1:55,26          | 8                | Завершил выступление | Завершил выступление | Завершил выступление | Завершил выступление | Завершил выступление |

Женщины
Беговые виды
| Соревнование | Спортсмены | Отборочный раунд | Отборочный раунд | Отборочный раунд | Полуфинал             | Полуфинал             | Полуфинал             | Финал                 | Финал                 |
| Соревнование | Спортсмены | Забег            | Результат        | Место            | Забег                 | Результат             | Место                 | Результат             | Место                 |
| ------------ | ---------- | ---------------- | ---------------- | ---------------- | --------------------- | --------------------- | --------------------- | --------------------- | --------------------- |
| 200 метров   | Чан Сейха  | 5                | 26,62            | 9                | Завершила выступление | Завершила выступление | Завершила выступление | Завершила выступление | Завершила выступление |

### Плавание
Мужчины
| Соревнование             | Спортсмены    | Отборочный раунд | Отборочный раунд | Отборочный раунд | Полуфинал            | Полуфинал            | Полуфинал            | Финал                | Финал                | Итоговое место |
| Соревнование             | Спортсмены    | Заплыв           | Результат        | Место            | Заплыв               | Результат            | Место                | Результат            | Место                | Итоговое место |
| ------------------------ | ------------- | ---------------- | ---------------- | ---------------- | -------------------- | -------------------- | -------------------- | -------------------- | -------------------- | -------------- |
| 50 метров вольным стилем | Хемтхон Понлу | 3                | 27,03            | 8                | Завершил выступление | Завершил выступление | Завершил выступление | Завершил выступление | Завершил выступление | 48             |

Женщины
| Соревнование             | Спортсмены     | Отборочный раунд | Отборочный раунд | Отборочный раунд | Полуфинал             | Полуфинал             | Полуфинал             | Финал                 | Финал                 | Итоговое место |
| Соревнование             | Спортсмены     | Заплыв           | Результат        | Место            | Заплыв                | Результат             | Место                 | Результат             | Место                 | Итоговое место |
| ------------------------ | -------------- | ---------------- | ---------------- | ---------------- | --------------------- | --------------------- | --------------------- | --------------------- | --------------------- | -------------- |
| 50 метров вольным стилем | Хемтхон Витини | 3                | 30,44            | 2                | Завершила выступление | Завершила выступление | Завершила выступление | Завершила выступление | Завершила выступление | 57             |

### Тхэквондо
Женщины
| Соревнование | Спортсмены | 1/8 финала           | Четвертьфинал         | Полуфинал             | Утешительный раунд    | Утешительный раунд    | Финал                 | Место |
| Соревнование | Спортсмены | 1/8 финала           | Четвертьфинал         | Полуфинал             | Первый раунд          | Бой за 3-е место      | Финал                 | Место |
| Соревнование | Спортсмены | Соперник Результат   | Соперник Результат    | Соперник Результат    | Соперник Результат    | Соперник Результат    | Соперник Результат    | Место |
| ------------ | ---------- | -------------------- | --------------------- | --------------------- | --------------------- | --------------------- | --------------------- | ----- |
| свыше 67 кг  | Сорн Давин | MEXМ. Эспиноса П 2:3 | Завершила выступление | Завершила выступление | Завершила выступление | Завершила выступление | Завершила выступление | 11    |